# Katja Huhn
Katja Huhn (* 1981 in Moskau) ist eine in Russland geborene Pianistin, die heute in der Schweiz lebt.

## Leben
Katja Huhn erhielt ihren ersten Klavierunterricht im Alter von fünf Jahren. An der Musikschule des Staatlichen Moskauer P.-I.-Tschaikowski-Konservatoriums wurde sie von Mohel unterrichtet. An der dortigen Akademischen Musikfachschule studierte sie von 1996 bis 2000 bei Tigran Alichanow und erhielt im Juni 2000 das Diplom „mit Auszeichnung“.
Während des Bremer Klavierwettbewerbs 1999 erhielt sie von Maria Tipo das Angebot, bei ihr an der Schule für Musik in Fiesole in Italien zu studieren. So wurde sie von Oktober 2000 bis Oktober 2002 von Tipo und de Maria unterrichtet.
Im April 2002 begann sie das Studium der Künstlerischen Instrumentalausbildung mit Hauptfach Klavier an der Hochschule für Musik Köln bei Vasily Lobanov und wurde seine Assistentin. Weiteren Unterricht erhielt sie bei Jean Fassina, Daniel Pollak und Rudolf Kehrer.
Katja Huhn spielte mehrere Solokonzerte in Russland, Italien, der Schweiz, Österreich und Deutschland. 2006 trat sie im Rahmen verschiedener Festivals als Solistin und Kammermusikpartnerin auf, beispielsweise anlässlich der Andernacher Musiktage auf der Burg Namedy, der Internationalen Musikwochen auf Schloss Berleburg, des Euregio Musikfestivals in Osnabrück, der Salzburger Schlosskonzerte, des Festivals „Diabolus in musica“ (Italien). Zusammen mit der Geigerin Sophie Moser machte sie Ende 2005 eine Studioproduktion beim Bayerischen Rundfunk.
Katja Huhn heiratete den Bankier Michael Bauer, der in London die internationale Stiftung Antiope betreut. Katja Huhn lebt heute in der Schweiz.

## Auszeichnungen
Im Jahr 1996 gewann sie den ersten Preis des XXV. Internationalen Klavierwettbewerbs „Citta di Senigallia“, Senigallia (Italien). 1997 bis 1999 erhielt sie das „Stipendium des Russischen Kultusministeriums für die besten Studenten im Lande“ (Russland), 1999 beim Bremer Klavierwettbewerb eine Förderprämie, 2000 das Stipendium des Musikfestivals „Les Rencontres Musicales d’Enghien“ (Belgien), 2001 das Stipendium der Lyra Foundation/Bank Vontobel, Ftan (Schweiz), 2001–2002 das „Rudolf-Serkin-Stipendium“ der Fondazione OMINA, Florenz (Italien) und 2004 den „Förderpreis für Klavier des Internationalen Meisterkurses Daun“ (Deutschland). 2006 wurde sie beim „Euriade Vocal Concours“ in Kerkrade (Niederlande), bei dem sie die Siegerin Katharina Hagopian begleitete, als beste Pianistin des Wettbewerbs ausgezeichnet.

## Diskografie
- Wilhelm Furtwängler: Sonate für Violine & Klavier Nr. 2. Sophie Moser & Katja Huhn, 2011
- Classic Royale: Meisterwerke für Violine und Klavier – Duo Moser & Huhn. Sophie Moser & Katja Huhn, 2015